# Dendrobium ostrinum
Dendrobium ostrinum är en orkidéart som beskrevs av Johannes Jacobus Smith. Dendrobium ostrinum ingår i släktet Dendrobium, och familjen orkidéer.

## Underarter
Arten delas in i följande underarter:
- D. o. ochroleucum
- D. o. ostrinum